# Alaçatı, Çeşme
Alaçatı là một thị trấn thuộc huyện Çeşme, tỉnh İzmir, Thổ Nhĩ Kỳ. Dân số thời điểm năm 2010 là 9.147 người. Điểm đáng ý của Alaçatı là kiến trúc, vườn nho và cối xay gió.
Ở Thổ Nhĩ Kỳ, Alaçatı là một trong những thị trấn có truyền thống nhất, có quang cảnh chính là những ngôi nhà bằng đá, con phố hẹp, khách sạn, và nhà hàng boutique với những chiếc bàn trên đường phố. Nơi này cũng có bến du thuyền Alaçatı và công trình phát triển cảng Alaçatı nổi tiếng, do kiến trúc sư người Pháp Francois Spoerry và con trai ông, Yves Spoerry, xây dựng nên.